# パイプライン (曲)
「パイプライン」 (Pipeline) は、1962年に録音された、シャンテイズによるサーフ・ロックの楽曲。
当初は「Liberty's Whip」（「自由の鞭」の意）という題がついていたが、バンドの面々がハワイのバンザイ・パイプラインで撮影されたサーフィンの映画を見た後、曲名が変更された。この曲は、当時人気が高まっていたサーフィン熱に乗って、『ビルボード』誌のポップ・チャート (Billboard Hot 100) を駆け上がって4位に達し、この時代を代表するヒット曲となった。この曲は、アルベルティ・バスのアルペジオを用いている点が特徴となっている。

## シャンテイズ
シャンテイズは数多くのサーフ・ミュージックの楽曲を生んだが、「パイプライン」は彼らにとって唯一ヒットしたシングルであり、またこのジャンルを象徴する重要な作品と考えられている。この曲の特異なサウンドは、通常とは逆に、ベース、エレクトリックピアノ、リズムギターを前面に出し、リードギターとドラムスを目立たなせずに背景に置いたミキシングによるところが大きい。45回転シングルは、モノラルでしかリリースされなかったが、録音は左右を明確に分離したステレオで行なわれており、リズムギターは極端に左側、ベースとドラムスは極端に右側、エレクトリックピアノとリードギターは中央に聞こえるようになっている。1984年にMCAレコードが7インチ・シングルを出して以降の再発盤では、音源はステレオ化されている。
1987年11月、シャンテイズは「パイプライン・アンプラグド」と題して、この曲のアコースティック・バージョンを吹き込み、アルバム『Waiting for the Tide』に収録した。
この曲のオリジナル・シングルは、ダウニー (Downey) 104-B としてリリースされ、ドット・レコードが全国配給を担った盤はドット (Dot) 16440-B としてリリースされた。45回転盤シングルでは、バンド名は「Chantay's」と表記されているが、これはいわゆる「八百屋のアポストロフィー (greengrocers’ apostrophes)」（複数形を意味する「s」の前に入れるアポストロフィ：本来は誤用とされる）である。本来のA面曲であった「ムーヴ・イット (Move It)」は、チャート入りはしなかったので、このシングルは、B面ヒット (flipped disc) の典型例となった。
この曲は、以前は、BBCテレビのサッカー番組『Match of the Day』のコーナー「今月のゴール (Goal of the Month)」で背景音楽 (BGM) として使用されていた。また、1980年代から1990年代にかけての長い間、アイスホッケー・チームのエドモントン・オイラーズが、当時のノースランズ・コロシアム（Northlands Coliseum：後のレクソール・プレイス）におけるホームゲームで、入場曲として使用していたが、これはチーム名オイラーズの由来である石油産業に関わるパイプライン輸送にかけた駄洒落である。

## ベンチャーズによるカヴァー
本作はベンチャーズ1963年のオリジナル・アルバム『サーフィン』に収録された。
ベンチャーズのバージョンがシングルカットされたのは日本のみで(東芝音楽工業LR-1080、カップリング曲はロンリー・シー)、英米ではシングルカットされなかったため英米チャートに登場することはなかった。

## その他のカヴァー
「パイプライン」は多数のミュージシャンたちによってカヴァーされ、また、吹き込まれており、その中には、ジョニー・サンダース（ライブ演奏版が、テレビ・シリーズ『ザ・ソプラノズ 哀愁のマフィア』の第74話「聖者 ("The Ride")」のエンディングクレジットで流れた）、ディック・デイル（スティーヴィー・レイ・ヴォーン、ジミー・ヴォーンと共演）、ザ・イーグルス (イギリスのバンド)、ベンチャーズのギタリストであるノーキー・エドワーズがライト・クラスト・ドウボーイズと共演した2003年のアルバム『Guitars Over Texas』、寺内タケシとブルージーンズ、アート・グリーンホーがシタール奏者ヴァトサル・デイヴ (Vatsal Dave) とともに2006年のアルバム『Lone Star Sitar』に収録したコンテンポラリー・ワールド・フュージョンのバージョン、インクレディブル・ボンゴ・バンド、ハノイ・ロックス、ハンク・マーヴィン（デュアン・エディとのデュエットを1992年のアルバム『Into the Light』に収録）、エルトン・モテロ、エージェント・オレンジ、アンスラックス、アストロノウツ、アサシン、ホット・バター、ブルース・ジョンストン、サンディ・ネルソン、オーストラリアのエクスプローディング・ホワイト・マイス、レス・クレイプールのユニットデュオ・デ・トワングのアルバム『Four Foot Shack』などがある。スティーヴィー・レイ・ヴォーンとディック・デイルのバージョンは、1987年の映画『バック・トゥ・ザ・ビーチ (Back to the Beach)』のサウンドトラックに入っており、さらに、両者それぞれのコンピレーション・アルバムにも収められている。
2014年、ビル・フリゼールは、「パイプライン」のジャズ・バージョンをアルバム『Guitar in the Space Age! 』に収録した。

## 演奏者
- ボブ・スピッカード - リードギター
- ブライアン・カーマン - スライドギター
- ウォーレン・ウォーターズ - ベース
- ボブ・ウェルチ - ドラムス
- ロブ・マーシャル - エレクトリックピアノ